# Viru Harbor-i csata
A Viru Harbor-i csata a második világháború egyik ütközete volt az amerikaiak és a japánok között 1943. június 30. és július 1. között a Csendes-óceánon, a Salamon-szigeteki hadjáratban.

## Ütközet
Virut egy mély, keskeny öböl választja el Új-Georgia déli részétől. A japánok kikötőt üzemeltettek Viru Harborban, amely a Blanche-csatornára nyílik. Nagyjából 12-13 kilométerre keletre helyezkedett el a Segi-ültetvény, amelyet Donald G. Kennedy, az új-zélandi százados sikeresen megvédett a japánoktól. Kennedy felderítői folyamatosan figyelemmel kísérték a közelében épülő, jól álcázott japán repülőteret, szövetséges pilótákat mentettek meg és japán járőröket semmisítettek meg. Június elején Szaszaki tábornok úgy döntött, felszámolja az ellenállást. Június 17-én a japán erősítés megérkezett Viruba. Kennedy rádión segítséget kért Turner admirálistól, az inváziós erők főparancsnokától, aki két-két század tengerészgyalogos és gyalogos századot küldött Segi védelmére.
Június 27-én két század katona Segiből a Lambeti ültetvényre hajózott, majd másnap megkezdték menetelésüket a sűrű őserdőn keresztül Viru felé. A 12 kilométeres utat két nap alatt tették meg. Két szakaszuk a kikötő keleti oldalát védő Tombe, míg a többi a nyugati oldalon elterülő Tetemara ellen vonult. Június 30-án a katonákat szállító rombolók, a Hopkins, a Kilty és a Crosby megérkezett a kikötő bejáratához. Mivel a szárazföldről indult csapatok nem foglalták még el a területet, a rombolók továbbhajóztak Segi Point felé.
Július 1-jén a tengerészgyalogosok elérték Virut. Kilenc órakor megtámadták Tombe helyőrségét, amelyet veszteség nélkül legyőztek. A harcok hangja riadóztatta Tetemara katonáit, akik kirohantak a tengerpartra, ahol viszont hat repülő megtámadta őket. Az akció után negyedórával a tengerészgyalogosok is megindították akciójukat, de csak nagyon lassan haladtak előre. Fő céljuk az volt, hogy megakadályozzák a japán katonák kijutását a gyűrűből. A japánok észak felé próbáltak meg kitörni, de az amerikai parancsnok, Michael S. Currin alezredes a helyszínre vezényelte tartalékát, és feltartóztatták a japánokat. Július 1-jének délutánjára sikerült az ellenállást felszámolni, és megkezdődhetett a partraszállás.
A tetemarai harcokban nyolc amerikai meghalt, míg a japánok közül 48 elesett vagy fogságba került. A teljes japán veszteség 61 halott és körülbelül száz sebesült volt. A túlélőknek sikerült eljutniuk Mundába július 19-én. A tengerészgyalogosokat július 4-én gyalogosok váltották Viruban, amely később amerikai bázisként működött.